# تاريخ نظرية الحقل الكمومي
في فيزياء الجسيمات، يبدأ تاريخ نظرية الحقل الكمومي مع نشأتها على يد بول ديراك، حين حاول تكميم المجال الكهرومغناطيسي في أواخر العشرينيات من القرن الماضي. حدثت تطورات رئيسية في النظرية في الأربعينيات والخمسينيات كما أدّت إلى تقديم الكهروديناميكا الكميّة المعاد تطبيعها التي أنشأها ريتشارد فاينمان. كانت الكهروديناميكا الكميّة ناجحةً ويمكن أن تتنبأ منها بالجهود التي بُذلت لتطبيق نفس المفاهيم الأساسية لكل القوى الأخرى في الطبيعة. بحلول أواخر السبعينيات نجحت هذه الجهود في استخدام نظرية القياس في القوة النوويّة القويّة والقوّة النوويّة الضعيفة، ما أسفر عن النموذج المعياري الحديث لفيزياء الجسيمات.
فشلت الجهود التي تحاول وصف الجاذبية باستخدام نفس التقنيات حتى الآن. مازالت دراسة نظرية المجال الكمّي مزدهرة وكذلك الحال مع تطبيق وسائلها على عدة مشاكل فيزيائية، و تظل واحدة من أكثر المناطق حيوية في الفيزياء النظرية إلى اليوم، وتقدّم لغةً مشتركة لعدّة أفرع مختلفة من الفيزياء.

## التطوّرات المبكّرة
نشأت نظرية المجال الكمّي في عشرينيات القرن الماضي بسبب مشكلة تكوين نظرية ميكانيكية كميّة للمجال الكهرومغناطيسي. في عام 1924، قدم دي براولي تحديدًا فكرة الوصف الموجي للأنظمة الأساسية بالطريقة التالية: «ننطلق في هذا العمل من افتراض وجود ظاهرة دوريّة معينة ذات طابع لم يتمّ تحديده بعد، والتي تُعزى إلى كل جزء من الطاقة المعزولة».
في عام 1925، أسّس كل من فيرنير هايزنبرج وماكس بورن وباسكوال جوردان نظرية مشابهة تمامًا عن طريق التعبير عن درجات الحريّة الداخليّة للمجال كمجموعة لانهائيةٍ من الهزّازات التوافقية، وباستخدام طريقة التكميم المعياري في هذه الهزّازات؛ نُشرت ورقتهم في عام 1926. افترضت هذه النظرية أنّه لا وجود للشحنات ولا للتيارات الكهربائيّة ويطلق عليها حاليًا نظرية المجال الحر.
أنشأ بول ديراك النظرية الأولى المكتملة بشكل منطقيٍّ عن الكهروديناميكا الكميّة، التي تضمّنت كلًا من المجال الكهرومغناطيسي والمادة المشحونة كهربائيًّا كأشياء ميكانيكية كميّة في عام 1927. يمكن استخدام نظرية المجال الكميّ هذه لنمذجة العمليات المهمّة مثل انبعاث الفوتون عن طريق إلكترون يسقط في حالة كميّة ذات طاقة أقل، عملية يتغير فيها عدد الجسيمات - تصبح ذرة واحدة في الحالة الأوّلية ذرة بالإضافة إلى فوتون في الحالة النهائية-. من المفهوم الآن أن القدرة على وصف مثل هذه العمليات هي واحدة من أهم سمات نظرية المجال الكمّي.
الخطوة الأخيرة الحاسمة كانت نظرية إنريكو فيرمي عن تحلل- β (1934). تبيّن فيها أن عدم الحفاظ على أنواع الفيرميون جاء بعد التكميم الثاني: جاءت نشأة وإبادة الفرميونات في المقدّمة وبدا أن نظرية المجال الكمّي تصف تحلل الجسيمات.
(تم التنبؤ باختراق فيرمي إلى حد ما في الدراسات التجريدية التي أجراها علماء الفيزياء السوفييت، فيكتور أمبارتسميان وديمتري إيفانينكو، ولاسيما فرضية أمبارزومان - إيفانينكو عن تكوين جسيمات ضخمة (1930). لم تكن الفكرة عن كمية المجال الكهرومغناطيسي، الفوتونات فقط، ولكن أيضًا أن الجزيئات الأخرى قد تظهر وتختفي نتيجة لتفاعلها مع الجزيئات الأخرى).

## دمج النسبية الخاصّة
كان من الواضح منذ البداية أنّ المعالجة الكمومية السليمة للحقل الكهرومغناطيسي كان عليها أن تدمج بطريقة ما نظرية النسبية لآينشتاين التي نشأت من دراسة الكهرومغناطيسية الكلاسيكية. هذه الحاجة إلى الجمع بين النسبية وميكانيكا الكم كانت الدافع الرئيسي الثاني في تطوير نظرية المجال الكمّي. أظهر باسكوال جوردان وولفغانغ باولي في عام 1928 أنّه من الممكن جعل الحقول الكمومية تتصرف بالطريقة التي تنبّأت بها النسبية الخاصّة أثناء تحوّلات الإحداثيات (على وجه التحديد، أظهروا أنّ عاكسات المجال كانت ثابت لورنتز).
كما عزّز اكتشاف معادلة ديراك نظرية المجال الكمّي، التي وضعت وفُسِّرت أصلًا على أنها معادلة جُسيم واحد تشبه معادلة شرودنجر، ولكن على عكس معادلة شرودنجر، فإنّ معادلة ديراك ترضي كل من ثابت لورينتز، وهو ما تتطلبه النسبيّة الخاصّة، وقواعد ميكانيكا الكم. استوعبت معادلة ديراك قيمة الدوران 1/2 للإلكترون وفسّرت لحظته المغناطيسية كما أعطت تنبؤاتٍ دقيقة لطيف الهيدروجين.
لم يكن من الممكن الحفاظ على محاولة تفسير معادلة ديراك كمعادلة جُسيم واحد لمدة طويلة، وظهر أخيرًا أنّ العديد من صفاتها غير المرغوبة (مثل حالات الطاقة السالبة) يمكن فهمها من خلال إعادة صياغة وإعادة تفسير معادلة ديراك كمعادلة مجال حقيقية، في هذه الحالة لـ «مجال ديراك» الكمّي أو «مجال الإلكترون»، مع حلول الطاقة السلبية التي تشير إلى وجود جسيمات مضادة.
نُفذ هذا العمل أولاً بواسطة ديراك نفسه مع اختراع نظرية الثغرات في عام 1930 كما قام به كل من فندل فوري، روبرت أوبنهايمر، فلاديمير فوك، وآخرون. وجد شرودنجر أيضًا، خلال نفس الفترة التي اكتشف فيها معادلته الشهيرة في عام 1926، بشكل مستقل التعميم النسبيّ لها المعروف باسم معادلة كلاين-جوردون لكنّه رفضها لأنّه دون الدوران، تتنبأ النظرية بخصائصَ مستحيلة لطيف الهيدروجين. يقال عن جميع معادلات الموجة النسبية التي تصف جُسيمات صفرية الدوران المغزلي أنها من نوع كلاين - جوردون.